# Діана Гріффін (біолог)
Діана Едмунд Гріффін (5 травня 1940 — 28 жовтня 2024) — американська біологиня, заслужена професорка університету та професорка кафедри молекулярної мікробіології та імунології в Школі громадського здоров'я Блумберга Університету Джонса Гопкінса, ⁣ де вона була завідувачкою кафедри з 1994 по 2015 рік. До самої смерті Гріффін виконувала обов'язки віце-президента Національної академії наук Вона обіймала  посади у відділеннях неврології та медицини. У 2004 році Гріффіна було обрано до Національної академії наук США (NAS) з дисципліни мікробної біології..

## Біографія
Гріффін народилася 5 травня 1940 року. Здобувши ступінь бакалавра в коледжі Августана в Рок-Айленді, штат Іллінойс, вона вступила до спільної програми для аспірантів з медицини та докторату філософії в Стенфордському університеті, де вивчала імуноглобуліни. 1968 року Гріффін отримала ступені доктора філософії та доктора медицини та продовжила навчання в Стенфордській лікарні, пройшовши стажування та ординатуру.
Гріффін проводив постдокторські дослідження з вірусології в Медичній школі Університету Джонса Гопкінса, де навчалася у Річарда Т. Джонсона, відомого спеціаліста з нейровірусології, разом із Дженіс Е. Клементс та іншими.
Гріффін померла 28 жовтня 2024 року у віці 84 років. 

## Кар'єра
Діана почала викладати неврологію в Університеті Джонса Гопкінса 1973 року,  а 1986 року отримала звання професора. 1994 році вона очолила кафедру молекулярної мікробіології та імунології в Школі гігієни та громадського здоров'я імені Джона Гопкінса (зараз – Школа громадського здоров'я імені Блумберга).
Вона обіймала посаду голови з 1994 по 2014 рік, а також низку керівних посад у наукових академічних та урядових організаціях, зокрема віце-президента Національної академії наук з 2013 по 2024 рік. 

## Дослідження
Від часу постдокторської роботи Гріффін спеціалізується на вірусології. Її дослідження зосереджено на реакції організму на вірусні інфекції, зокрема на впливі вірусів Сіндбіс та кору на центральну нервову систему. Її праця також сприяла розумінню розвитку довготривалого імунітету до повторного зараження кором. 

## Відзнаки та нагороди
Гріффін отримала численні нагороди та почесні членські звання.
- Членство в Національній академії наук (2004)
- Членство в Американській академії мікробіології
- Членство в Національній академії медицини [12]
- Членство в Американському філософському товаристві [13] [14]
- Введена до Зали слави жінок Меріленду [15]
- Нагороджена медаллю Рудольфа Вірхова, Вюрцбурзький університет [16]
- Нагороджена премією Воллеса Стерлінга за життєві досягнення випускників Стенфордського університету [17]
- Нагороджений нагородою «Піонер у нейровірусології» від Міжнародного товариства нейровірусології на 9-му Міжнародному симпозіумі з нейровірусології, що відбувся в Маямі, штат Флорида, у 2009 році [8]